# Idiogramma alysiina
Idiogramma alysiina là một loài tò vò trong họ Ichneumonidae.